# Олівер Смут

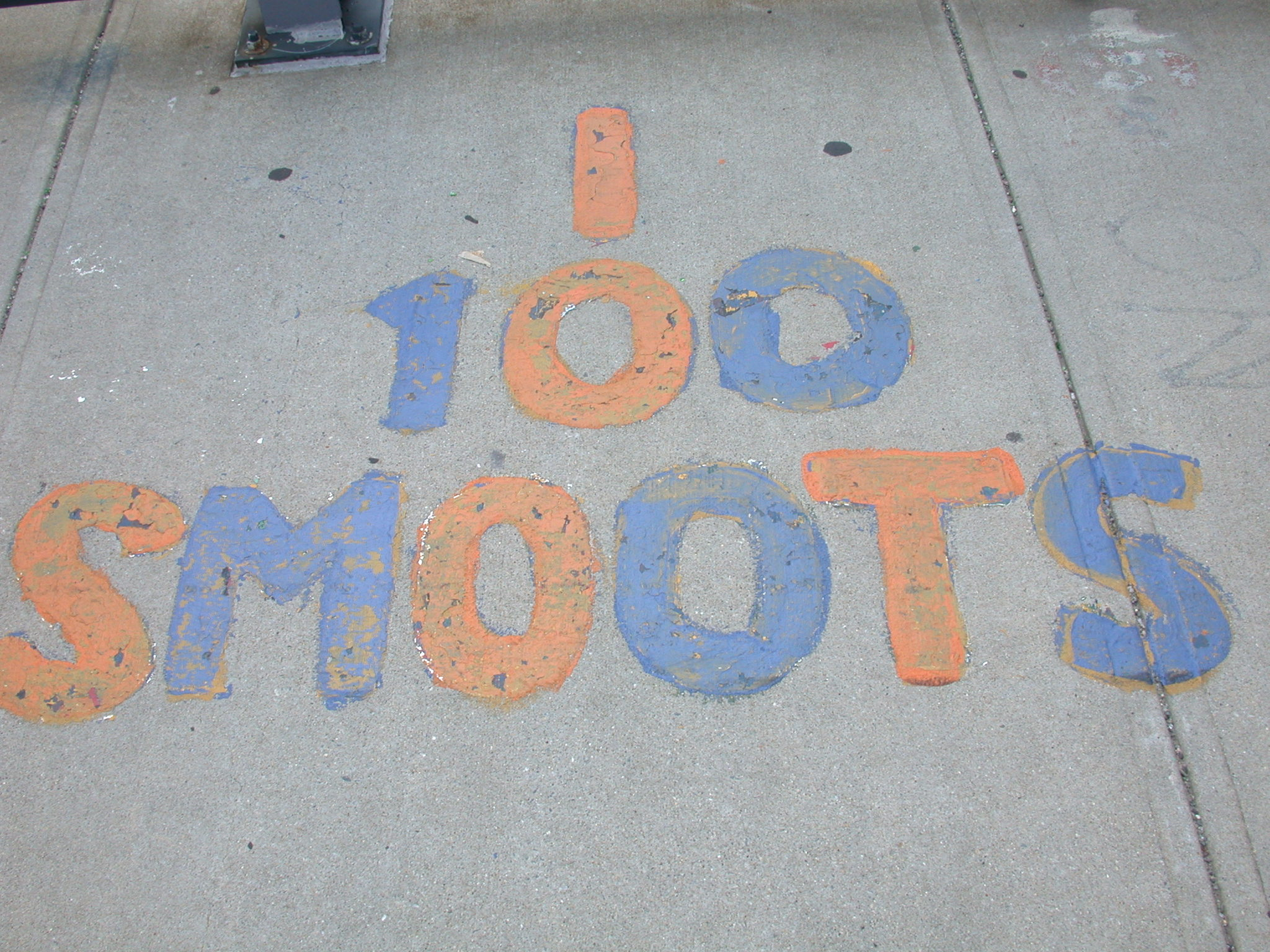
Позначка 100 смутів

Олівер Рід Смут-молодший (англ. Oliver Reed Smoot, Jr; * 1940) — голова Американського національного інституту стандартів (ANSI) з 2001 по 2002 і Президент Міжнародної організації зі стандартизації (ISO) з 2003 по 2004. Двоюрідний брат Нобелівського лауреата Джорджа Смута.
Здобув ступінь бакалавра наук у Массачусетському технологічному інституті і вищу юридичну освіту в Джорджтаунському університеті.

## Цікавий факт
Став відомим після того, як у студентські роки група студентів його тілом виміряла довжину Гарвардського мосту, після чого з'явилась одиниця довжини «смут». Нанесені фарбою мірні позначки зберігають і донині.